# Halloween 2 (film, 2009)
Vous lisez un « bon article » labellisé en 2016.
Pour les articles homonymes, voir Halloween 2 et Halloween (homonymie).
Série Halloween
Halloween
(2007) Halloween
(2018)
Pour plus de détails, voir Fiche technique et Distribution.
Halloween 2 est un film d'horreur américain, écrit, réalisé et produit par Rob Zombie, sorti en 2009. Il s'agit de la suite de Halloween, remake d’Halloween : La Nuit des masques de John Carpenter. Ce long-métrage fait partie de la série de films Halloween.
Il met en vedette Scout Taylor-Compton dans le rôle de Laurie Strode, Tyler Mane dans celui de Michael Myers, tandis que Malcolm McDowell incarne le Dr Samuel Loomis, Danielle Harris joue le rôle d'Annie Brackett, Sheri Moon Zombie incarne Deborah Myers et Brad Dourif le shérif Brackett. Brea Grant et Angela Trimbur incarnent, quant à elles, les nouvelles amies de Laurie.
Même si le premier Halloween reprend la trame du film de Carpenter, ce Halloween 2 n'est pas un remake de sa suite, réalisé par Rick Rosenthal en 1981, il s'agit d'un film avec un scénario original. Rob Zombie s'emploie d'ailleurs à faire son propre film en développant la psychologie de Laurie Strode. Beaucoup d'éléments sont différents de ceux racontés dans la série originale, notamment le comportement des trois personnages principaux.
L'intrigue du film se concentre sur la reconstruction du personnage de Laurie Strode, après le massacre d'Halloween, qui tente d'oublier cette terrible épreuve. Michael Myers, plus sauvage que jamais après avoir survécu au cœur de la nature, est de retour chez lui, à Haddonfield, avec la ferme intention de régler une bonne fois pour toutes les affaires familiales qui avaient été laissées en suspens. Le Docteur Loomis, quant à lui, refuse de croire que son ancien patient ait réussi à survivre.
Michael Myers est ainsi prêt à tout pour que les secrets de son passé malsain soient définitivement enterrés, et le massacre peut reprendre de plus belle.
L'avant-première d'Halloween 2 se déroule le 24 août 2009 au Grauman's Chinese Theatre, à Hollywood, en présence de toute l'équipe.
Le film, qui coûte 15 000 000 $, nonobstant comme son prédécesseur quelques critiques négatives, rapporte 39 421 467 $ dans le monde entier. Il ne réussit donc pas à égaler le succès du premier film, qui avait rapporté plus de 80 millions de dollars.

## Synopsis

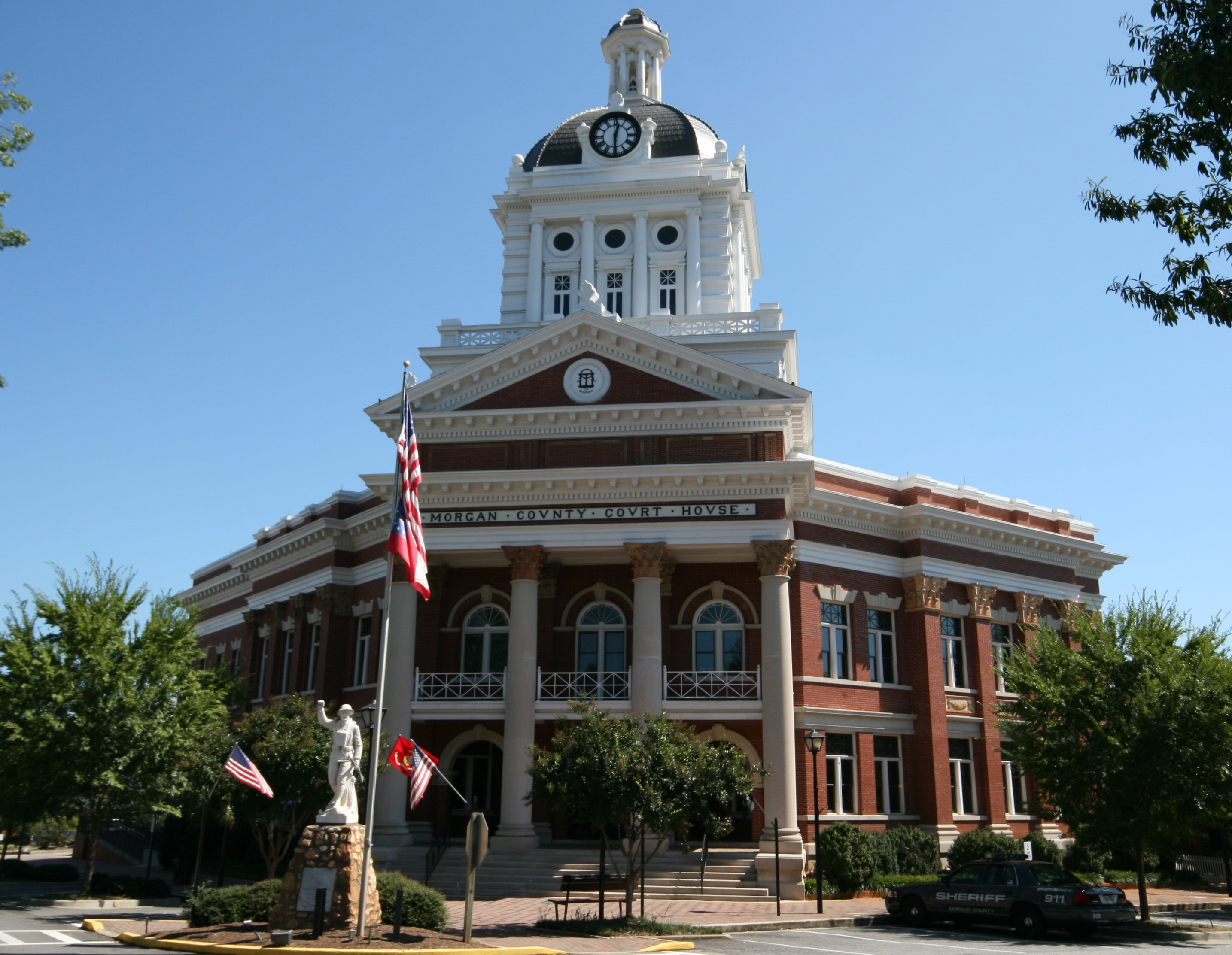
La cour de justice Morgan County de Madison, en Géorgie. Le bâtiment a été utilisé pour le tournage des scènes qui se déroulent au poste de police d'Haddonfield.

Dans un flashback, Deborah Myers rend visite à son fils, le jeune Michael Myers, au sanatorium de Smith's Grove. Elle lui offre la statuette d'un cheval blanc. Michael dit que le cheval lui rappelle un rêve qu'il a fait avec sa mère habillés en blanc et conduisant un cheval dans les couloirs. Pour le rassurer, sa mère lui dit qu'elle allait bientôt le ramener à la maison. Quinze ans plus tard, après avoir tiré sur Michael, Laurie Strode est retrouvée dans un état de choc, couverte de sang, par le shérif Brackett. Il emmène Laurie aux urgences. Pendant ce temps, les ambulanciers recueillent la fille du shérif, Annie, le docteur Samuel Loomis, le psychiatre de Michael, qui sont encore en vie après avoir été attaqués par Michael, et les emmènent à l'hôpital. Présumé mort, le corps de Michael est placé dans une ambulance séparée. Lorsque le conducteur a un accident, à cause d'une vache en plein milieu de la route, Michael se réveille et s'échappe, non sans avoir arraché la tête de l'ambulancier. Il marche vers une vision de Deborah vêtue de blanc et accompagnée d'un cheval blanc.
Michael apparaît ensuite à l'hôpital, et commence une traversée meurtrière où il finit par rencontrer Laurie. Piégée dans un avant-poste de sécurité à l'entrée de l’hôpital, Laurie réussit à échapper temporairement à Michael, mais au moment où elle se croyait en sécurité, Michael défonce les murs de l'avant-poste et s'apprête à la tuer. Elle se réveille de son cauchemar. Un an s'est écoulé, et Laurie vit maintenant avec les Brackett. Le corps de Michael est porté disparu depuis le dernier Halloween. Il est présumé mort et Laurie est victime de cauchemars récurrents sur les effroyables évènements qu'elle a jadis affrontés. Alors que Laurie traite son traumatisme grâce à la thérapie, Loomis a, quant à lui, choisi de faire de cet événement une occasion d'écrire un autre livre. Pendant ce temps, Michael est sujet aux visions du fantôme de sa mère avec lui-même quand il était enfant. Elle lui annonce qu'Halloween approche, et qu'il est temps de ramener Laurie à la maison. Il se met en route pour Haddonfield.
Quand Michael se rend à Haddonfield, Laurie commence à avoir des hallucinations concernant Michael, avec une image fantomatique de Deborah et Michael jeune dans un costume de clown. En outre, ses hallucinations commencent aussi à inclure les actes meurtriers de Michael. Alors que Laurie se bat contre ses rêves, Loomis est parti en tournée pour promouvoir son nouveau livre, pour être accueilli par la critique de ceux qui lui reprochent les agissements de Michael et d'exploiter la mort de ses victimes. Quand son livre sort enfin, Laurie découvre la vérité : elle est Angel Myers, la sœur que Michael a perdue depuis longtemps. Effondrée, elle décide d'aller faire la fête avec ses amies, Mya et Harley, pour tenter d'échapper à ses émotions négatives. Mais Michael apparaît à la fête et tue Harley, puis se dirige vers la maison Brackett et poignarde à plusieurs reprises Annie. 
Quand Laurie et Mya arrivent, ils trouvent Annie ensanglantée et mourante. Michael tue Mya, puis se lance à la poursuite de Laurie, qui parvient à s'échapper de la maison. Alors que Laurie parvient à arrêter un automobiliste de passage, le shérif Brackett arrive à la maison et trouve sa fille morte. Laurie monte dans la voiture de l'automobiliste, mais avant qu'ils ne puissent s'échapper Michael réussit à tuer le conducteur et renverse la voiture avec Laurie, toujours à l'intérieur. Michael la récupère inconsciente. Dans une cabane abandonnée, il se place devant Laurie qui voit à son tour Deborah, et la version jeune de Michael, lui ordonnant de dire « Je t'aime, maman. »
Les policiers retrouvent Michael et entourent la cabane. Loomis arrive et traverse la foule pour essayer de raisonner Michael en laissant partir Laurie. À l'intérieur, il dit à Laurie que personne ne la retient et que toutes ses visions sont dues à sa santé mentale. Juste à ce moment, Deborah dit au Michael adulte qu'il est temps de rentrer à la maison, et Michael surprend Loomis en défonçant son visage et le poignardant à la poitrine. Michael est abattu de deux balles par le shérif Brackett et tombe dans les herses des équipements agricoles. Apparemment libérée des visions, Laurie s'approche et dit à Michael qu'elle l'aime, puis elle le poignarde à plusieurs reprises dans la poitrine puis au visage. Laurie sort du hangar, portant le masque de Michael. Dans la scène finale, Laurie, alors internée en hôpital psychiatrique, aperçoit Deborah Myers avec un cheval blanc déambulant dans les couloirs.

## Fiche technique
Sauf indication contraire, les informations mentionnées dans cette section peuvent être confirmées par les bases de données cinématographiques IMDb et Allociné,  présentes dans la section « Liens externes ».
- Titre original, français et québécois : Halloween 2
- Réalisation : Rob Zombie
- Scénario : Rob Zombie
- Musique : Tyler Bates avec le thème "Halloween" de John Carpenter
  - Montage musical : Darrell Hall
- Direction artistique : T. K. Kirkpatrick
- Décors : Lori Mazuer et Garreth Stover
- Costumes : Mary E. McLeod
- Maquillage : Douglas Noe
- Coiffure : Michael Moore
- Photographie : Brandon Trost
- Son : Chris Carpenter, Patrick Cyccone Jr., Buck Robinson
- Montage : Glenn Garland et Joel T. Pashby
- Production : Malek Akkad, Andy Gould et Rob Zombie
  - Production exécutive : Jennifer Booth et Joseph Zolfo
  - Production déléguée : Andrew G. La Marca, Matthew Stein, Bob Weinstein et Harvey Weinstein
  - Production associée : Paul Tennis
- Sociétés de production : Spectacle Entertainment Group, Trancas International Films, présenté par Dimension Films
- Sociétés de distribution : Dimension Films et The Weinstein Company (États-Unis) ; Wild Bunch[réf. souhaitée] (France) ; Kinepolis Film Distribution (Belgique)[1] ; Alliance (Québec)
- Budget : 15 millions de $[2],[3]
- Pays de production :  États-Unis
- Langue originale : anglais
- Format : couleur (Technicolor) - 35 mm - 1,85:1 - son DTS / Dolby Digital / SDDS
- Genre : épouvante-horreur (slasher)
- Durée : 105 minutes / 119 minutes (Director's cut)
- Dates de sortie[4] :
  - États-Unis, Québec : 28 août 2009[5]
  - Belgique : 21 octobre 2009[6]
  - France : 29 janvier 2010 (Festival international du film fantastique de Gérardmer) ; 31 mars 2010 (sortie directement en DVD)[7],[8]
- Classification : 
  - États-Unis : interdit aux moins de 17 ans (R – Restricted)[N 3]
  - France : interdit aux moins de 12 ans
  - Belgique : tous publics (Alle Leeftijden)[6]
  - Québec : 13 ans et plus (violence - horreur) (13+ / 13 years and over)[5]

## Distribution
- Scout Taylor-Compton (VF : Ingrid Donnadieu ; VQ : Catherine Bonneau) : Laurie Strode / Angel Myers
- Malcolm McDowell (VF : Jean-Pierre Leroux ; VQ : Mario Desmarais) : Dr Samuel Loomis
- Tyler Mane : Michael Myers
- Brad Dourif (VF : Enrique Carballido ; VQ : Jacques Lavallée) : shérif Leigh Brackett
- Danielle Harris (VF : Mélodie Orru ; VQ : Aline Pinsonneault) : Annie Brackett
- Sheri Moon Zombie (VF : Ludmila Ruoso ; VQ : Marie-Andrée Corneille) : Deborah Myers
- Brea Grant (VF : Caroline Victoria ; VQ : Émilie Bibeau) : Mya Rockwell
- Angela Trimbur (VF : Stéphanie Hédin ; VQ : Bianca Gervais) : Harley David
- Margot Kidder (VF : Jacqueline Zouary) : Barbara Collier
- Mary Birdsong (VF : Dominique Westberg ; VQ : Danièle Panneton) : Nancy McDonald
- Chase Wright Vanek : Michael Myers enfant
- Jeff Daniel Phillips (VF : Boris Rehlinger ; VQ : Jean-François Beaupré) : Howard / oncle Seymour Coffins
- Daniel Roebuck (VF : Bernard-Pierre Donnadieu ; VQ : Hubert Gagnon) : Lou Martini
- Chris Hardwick (VF : Nessym Guetat) : David Newman
- Silas Weir Mitchell (VF : Vincent Kapps) : Chett Johns
- Richard Riehle (VF : Gilbert Lévy) : Buddy, le gardien de nuit
- Matt Bush (VF : Paul Jeanson ; VQ : Gabriel Lessard) : l'homme au masque de loup
- Robert Curtis Brown : Kyle Van Der Klok
- Howard Hesseman (VF : Jacques Roehrich) : oncle Meat
- Richard Brake (VF : Christian Cloarec ; VQ : François Trudel) : Gary Scott
- Dayton Callie (VF : Paul Borne ; VQ : Patrick Baby) : coroner Hooks
- Nicky Whelan (VF : Catherine Hauseux) : Wendy Snow
- Betsy Rue (VF : Céline Ronté) : Jazlean Benny
- Mark Boone Junior (VF : Jean-Yves Chatelais) : Floyd
- Duane Whitaker (VF : Pascal Casanova) : Sherman Benny
- Caroline Williams : Dr Maple
- Octavia Spencer : infirmière Daniels
- Bill Fagerbakke : l'officier Webb
- Greg Travis : l'officier Neale
- Mark Christopher Lawrence : l'officier Fred King
- Sylvia Jefferies : Misty Dawn
- "Weird Al" Yankovic : lui-même

Version française réalisée par Alter Ego ; direction artistique : Anneliese Fromont ; adaptation des dialogues : Ghislaine Gozès ; enregistrement et mixage : Marim Hoxha
Version québécoise réalisée par Cinélume ; direction artistique : Sébastien Dhavernas ; adaptation des dialogues : Bérengère Rouard et Thibaud de Courrèges

## Production

### Développement

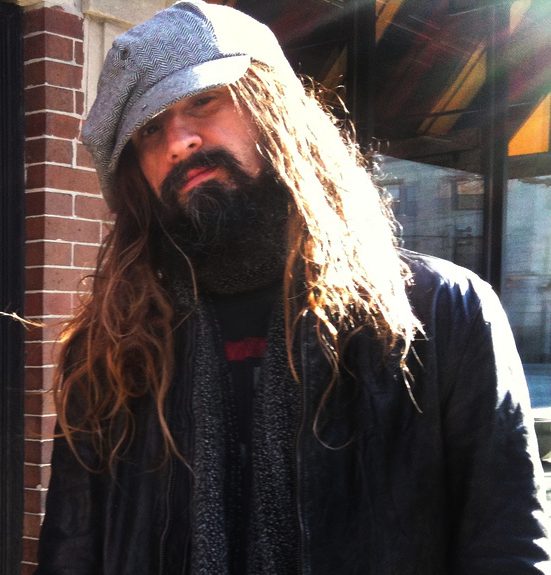
Rob Zombie, scénariste et réalisateur du film, en 2009.

Comme Halloween est un énorme succès au box office américain, c'est sans surprise que les producteurs de la franchise lancent le projet d'une suite, annoncée officiellement durant la convention du 30e anniversaire de la saga par le producteur Malek Akkad. Déjà avant l'annonce du film, plusieurs rumeurs se propageaient sur internet quant à l'identité du futur réalisateur et sur le retour de certains acteurs du premier film.
Après plusieurs essais avec divers scénaristes, Akkad et les Weinstein se tournent vers le duo français Julien Maury et Alexandre Bustillo, dont le film À l'intérieur venait d'être acheté par Dimension Films pour la distribution américaine. Les deux réalisateurs sont alors en négociations pour réaliser la suite d'Halloween en novembre 2008. Le scénario sur lequel ils travaillent doit alors revenir sur les quinze années d'internement de Michael Myers à Smith's Grove en développant l'adolescence du tueur et en mettant en parallèle la vie tumultueuse du docteur Samuel Loomis. Puis, dans un second temps, il s'agit de ramener l'action juste après les événements du premier film avec Laurie Strode à l'hôpital et une nouvelle traque entre Myers et sa sœur.

Mais le 15 décembre 2008, le studio Dimension Films annonce que, même si Rob Zombie a juré qu'il ne reviendrait pas pour un second film, il s'est finalement ravisé et s'est engagé auprès des studios pour réaliser la suite de son remake. Pour diriger le premier Halloween, Rob Zombie avait signé un contrat avec les studios l'engageant à réaliser deux films. Au départ, le plan de Zombie consiste à proposer son projet Tyrannosaurus Rex en tant que deuxième film, mais les Weinstein refusent le scénario, le poussant d'une certaine manière à revenir sur Halloween. Dans une interview, Zombie déclare : 

« Après le premier Halloween, j'étais sincère quand je disais que je ne comptais pas en faire un autre. Je ne voulais plus entendre parler de Michael Myers tellement le tournage m'avait consumé... Mais le temps passe et les choses reviennent à la normale. Après chaque tournée de concerts, c'est pareil, on jure qu'on ne recommencera pas... »

Le scénariste et réalisateur explique ensuite qu'avec H2 il ne se sent plus contraint de respecter une certaine ambiance propre aux premiers films de la saga, comme pour son remake, car il peut maintenant être libre de faire son propre film avec sa propre ambiance. Malek Akkad apporte d'ailleurs son soutien au réalisateur en déclarant que la franchise se trouvait maintenant dans une nouvelle ère : « Quand je vois ce qu'il a accompli avec le personnage, j'ai une totale confiance en lui et c'est pour ça que je lui ai demandé de ne pas respecter les règles du passé. Nous avons besoin de nous libérer du bagage de la série. »
Les studios lui laissent alors huit mois pour écrire, réaliser, monter et mixer son film pour une sortie en août. Devant l'urgence, Zombie choisit de rappeler toute l’équipe du précédent film, à l'exception de Phil Parmet, le directeur de la photographie et d'Anthony Tremblay, le coresponsable des décors.

### Scénario
Rob Zombie cherche à proposer des univers différents pour chacun de ses films, même lorsqu'il s'agit d'œuvres liées comme le sont La Maison des mille morts et The Devil's Rejects. C'est pour cette raison qu'il s'emploie à se détacher des éléments connus de la franchise. Pour ce faire, il change la personnalité de tous les protagonistes du film, leur mode de vie et surtout l'ambiance générale du film. Zombie déclare même : 

« Sur le premier Halloween, j'avais l'impression de devoir garder un certain esprit Carpenterien. Sur Halloween 2, ce n'était plus nécessaire. Le film est 100 % ce que je voulais qu'il soit. Nous avons même parfois le sentiment de ne pas réaliser un Halloween. Nous n'essayons pas de donner aux gens ce qu'ils attendent. Au contraire, même. Je voulais réinventer Michael Myers, un personnage que l'on a déjà vu 2 000 fois via toutes ces suites. »

Parmi tous ces changements, le traitement du personnage du docteur Loomis est l'un des plus radicaux. Dans le premier Halloween, comme dans les anciens films, Loomis est un homme qui se bat pour prouver la menace que représente son ancien patient, Michael Myers, alors que personne ne le prend au sérieux. Il se met aussi en danger pour protéger les victimes de Myers. Dans ce second film, il est maintenant un homme d'affaires égoïste et imbu de lui-même qui ne pense qu'à vendre des livres. À cette fin, il n'hésite pas à tirer profit du drame dont il a lui-même été témoin, sans se préoccuper des victimes. La disparition du corps de Myers ne l'affecte guère, c'est seulement à la fin qu'il prend conscience de son erreur et qu'il se met en danger pour essayer de sauver Laurie Strode.
Cette même Laurie, dans le premier film, est une fille plutôt classique et pas trop vulgaire. Dans Halloween 2, elle est proche de la démence et aborde un look « punk rock ». Elle aime s'amuser avec ses copines, malgré le fait qu'elle doive faire face à son traumatisme. Au contraire, Annie, qui est maintenant une fille calme, reste cloîtrée chez elle à la manière d'une agoraphobe. Les deux jeunes filles vivent avec le père d'Annie dans une maison qui semble ne pas être entretenue correctement et arbore des décorations punk (poster d'Alice Cooper...) ; elle est située dans un endroit reculé alors que dans le premier film, ils vivaient dans une banlieue chic d'Haddonfield. Le shérif Brackett passe aussi par des changements car à la suite des événements du premier film, le personnage est maintenant vieux et usé par la vie, essayant de résoudre les problèmes de sa fille et de Laurie. Michael Myers a aussi droit à son changement puisque dans ce second film il adopte l'aspect d'un sans-abri avec une barbe et un manteau délabré. Zombie ira même jusqu'à faire parler le personnage à la fin de la version Director's cut, alors que Myers était jusque-là cantonné au rôle de tueur muet.
Ces changements servent à la fois à s'émanciper des codes de la franchise, mais aussi à montrer les changements de comportements et les problèmes psychologiques qu'une personne peut éprouver après un violent traumatisme. Rob Zombie déclare : « Ce qui m'intéressait avec Halloween 2 était de montrer les répercussions d'une telle situation. Que se passerait-il si vous vous réveilliez dans un hôpital et qu'on vous apprenait la mort de vos amis et de votre famille ? Quelles seraient les ramifications psychologiques d'une telle situation ? »
Pour Halloween 2, Zombie se concentre davantage sur le lien entre Michael et Laurie et développe ainsi les relations familiales des deux protagonistes. Ils sont tous les deux liés par les visions fantomatiques de leur mère, Deborah, qui essaie de les réunir afin de rassembler la famille. Laurie a aussi des visions d'elle commettant des crimes à la place de son frère. Dans l'une d'elles, elle se voit tuer sa meilleure amie, Annie, exactement comme Michael avait tué son beau-père dans le premier film. Le personnage de Laurie devient donc l'un des éléments dont Zombie préfère imposer sa vision personnelle plutôt que de suivre les codes déjà établis de la franchise.

### Attribution des rôles

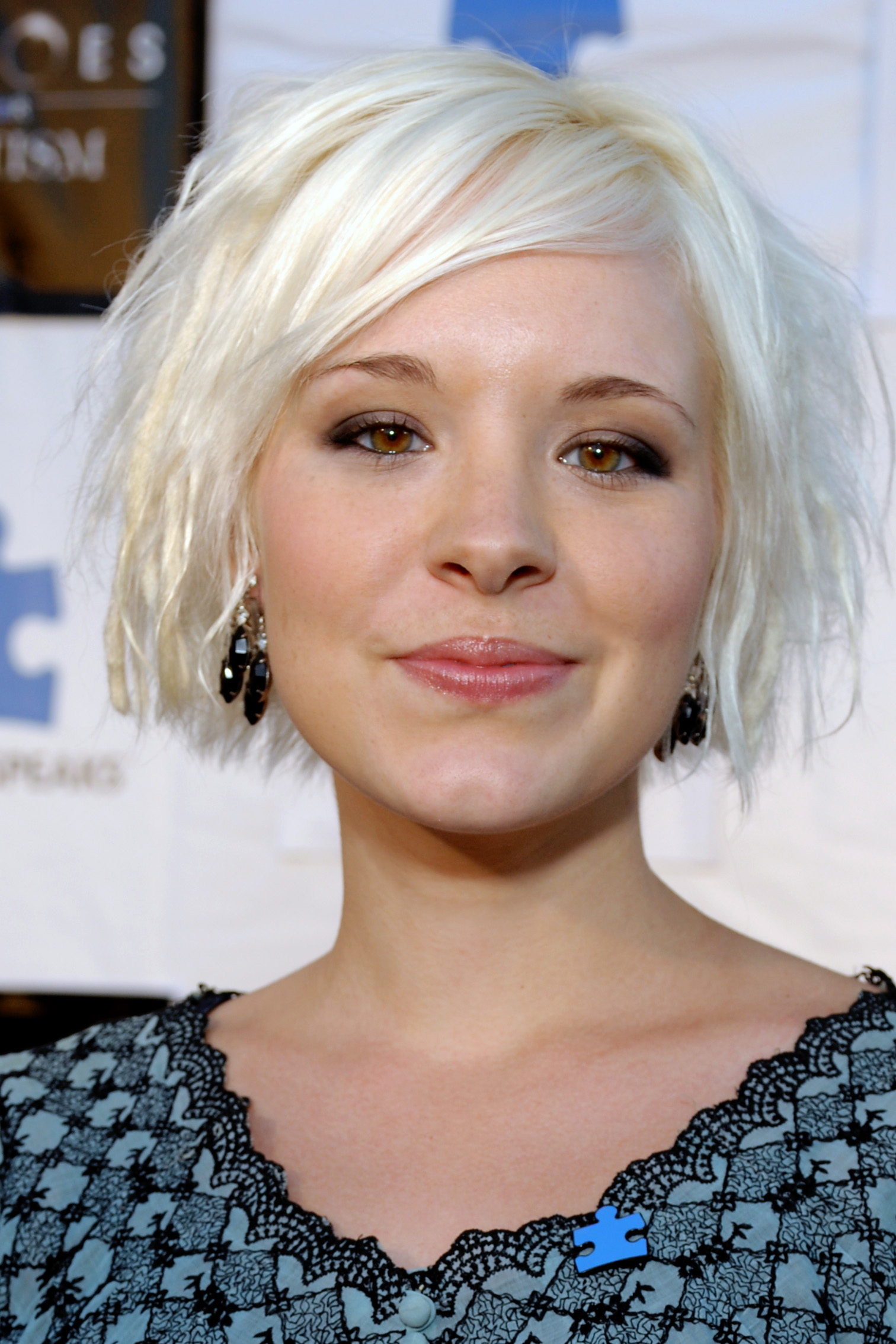
Brea Grant, interprète de Mya Rockwell, en 2009.

Peu de temps après l'officialisation du film, la production annonce petit à petit les acteurs qui reprennent leurs rôles dans Halloween 2, Scout Taylor-Compton, Malcolm McDowell, Tyler Mane et Brad Dourif sont donc annoncés durant le mois de février, à peine quelques jours avant le début du tournage. Pour cette suite, McDowell accepte de s'engager sans même avoir lu le scénario. La seule présence de Rob Zombie à l'écriture et à la réalisation suffisait pour que l'acteur, tout comme une partie des techniciens, reviennent pour ce deuxième film.
Daeg Faerch est le seul acteur à ne pas revenir car il a trop grandi depuis le premier film pour pouvoir reprendre le rôle du jeune Michael Myers. Zombie, à son grand regret, cherche alors un autre acteur pour incarner le jeune Michael Myers et c'est Chase Wright Vanek qui est choisi pour jouer le rôle. Bien qu'une image de l'acteur soit présente dans la première bande-annonce du film, Rob Zombie déclare que sa présence était une erreur des personnes qui s'occupent du montage des bandes-annonces.
Danielle Harris reprend elle aussi son rôle d’Annie Brackett, la meilleure amie de Laurie dans le premier film, même si celle-ci était censée mourir dans le premier film. Il en est de même pour Sheri Moon Zombie qui reprend son rôle de Deborah Myers d’une manière différente du premier film, puisqu'elle incarne maintenant une vision fantomatique vue exclusivement par Myers et Laurie. Cette vision inhabituelle du personnage provoque une vague de haine de la part d'une petite catégorie de fans de la franchise, allant même jusqu'à lancer une pétition sur internet pour que les passages avec le personnage de Deborah Myers soient retirés du film.
Beaucoup d'acteurs sont aussi annoncés, pour jouer de nouveaux personnages plus ou moins importants, avant et pendant le tournage du film. Ainsi, Brea Grant et Angela Trimbur sont annoncées pour jouer les nouvelles amies de Laurie, Caroline Williams pour le rôle d'une doctoresse, Margot Kidder est annoncée pour le rôle de Barbara Collier, la psychiatre de Laurie qui essaie de lui faire oublier son traumatisme, Mary Birdsong est choisie pour jouer l'attachée de presse du docteur Loomis et Jeff Daniel Phillips pour deux rôles. Phillips joue à la fois le rôle d'Howard, le videur de la boîte de strip-tease, et aussi celui de l'oncle Seymour Coffins, un présentateur de programmes d'horreur sur une chaîne télévisée locale d'Haddonfield. À l'origine, c'est Bill Moseley qui devait interpréter le personnage. Mais il ne peut participer au film à cause de plusieurs empêchements.
Ezra Buzzington est aussi choisi pour jouer dans le film. Il incarne le rôle d'un livreur d'alcool qui se fait tuer par Myers, mais sa scène est coupée au montage. Dans le premier Halloween, il jouait aussi une victime du croque-mitaine, le gardien du cimetière, mais sa scène avait déjà été coupée au montage.

### Réalisation
Avec un budget de 15 000 000 $, la production commence finalement le 23 février 2009, à Atlanta, en Géorgie. D'autres villes de Géorgie sont utilisées pour le tournage, comme Decatur, Covington, Madison, Newborn ou encore Conyers. Le réalisateur reconnaît que le tournage en Géorgie a l'avantage de fournir des allégements fiscaux pour le budget, mais la raison principale est que l'endroit, surtout par temps neigeux, a tout ce qu'il faut pour le film. Pour Halloween 2, Brandon Trost est choisi pour remplacer Phil Parmet au poste de directeur de la photographie. Contrairement au premier film, qui a été réalisé au format 35 mm, Zombie et Trost choisissent le format 16 mm, dont l'aspect granuleux de la pellicule doit fournir une impression beaucoup moins propre que sur le premier Halloween.
Comme pour le premier film, la réalisation des effets spéciaux est confiée à Wayne Toth. Pour le masque de Michael Myers, Toth explique : « Il y a plusieurs versions du masque, et aucune n'est la réplique de celui du premier volet. Nous avons changé des choses pour que ce soit notre création. Les gens vont être surpris en le découvrant. »
Durant le tournage, Rob Zombie est confronté à beaucoup de problèmes avec les producteurs Bob et Harvey Weinstein, notamment pour le titre du film. Zombie veut le nommer avec le même titre que le livre du docteur Loomis, The Devil Walks Among Us (Le Diable est parmi nous), référence au film La créature est parmi nous, mais les producteurs semblent croire qu'avec un titre pareil le film n'arrivera pas à se vendre auprès du public. Zombie, lui, pense au contraire que si le film a un autre titre il pourrait attirer un public différent. Dix ans après la sortie du film, Zombie avoue que travailler avec les Weinstein a été une expérience déprimante, pire que sur le premier film, à cause notamment du manque de confiance constant à son égard.
Au cours de la production, le réalisateur décrit son film comme sale, ultra-intense et très réel et qu'il essaye presque de faire un film à l'exacte opposé des attentes des fans. Certaines scènes doivent être tournées deux fois car après une journée de tournage, les pellicules sont passées aux rayons X à l'aéroport, ce qui provoque une destruction partielle des bobines L'une des scènes concernées est le passage avec les deux coroners qui transportent le corps de Myers. Richard Brake, qui joue l'un des coroners, est déjà reparti à Londres et la production doit le faire revenir exprès pour retourner la scène. La loge dans laquelle Laurie trouve refuge dans le parking de l'hôpital doit être initialement fabriquée en balsa, pour que l'acteur Tyler Mane puisse la détruire facilement, mais les décorateurs ne reçoivent pas cette information et ils construisent une vraie loge impossible à démolir, ce qui pose problème pour tourner la scène.
Alors que le film est au stade du montage, Rob Zombie choisit de retourner réaliser quelques plans supplémentaires, comme la décapitation du conducteur du fourgon, le meurtre de l'infirmière ou encore une deuxième fin, car la première ne plaît pas aux producteurs. Les scènes supplémentaires sont réalisées à New Milford, au Connecticut et à Los Angeles, en Californie. La scène finale, avec le long couloir d'hôpital, est tournée dans un lycée de Géorgie.
Rob Zombie place dans son films de nombreuses références à des films d'horreur de la culture populaire ; lors de la fête à laquelle se rend Laurie avec ses deux amies, elles sont toutes les trois déguisées en personnages du film The Rocky Horror Picture Show : Laurie est en « Magenta », celle qui est déguisée en « un homme qui veut devenir une femme » est le « Dr Frank-N-Furter », et la dernière est habillée en « Columbia ». Le maquillage que porte le personnage de l'oncle Seymour Coffins est inspiré par celui que porte le Dr Death, incarné par Vincent Price, dans le film Madhouse. Le nom du personnage de Margot Kidder, Barbara Collier, est également une référence au rôle qu'elle tient dans le film Black Christmas
Comme pour le premier film, une version Director's cut fait son apparition lors de la sortie en vidéo. Certaines scènes sont allongées ou différentes, notamment la fin, la première réalisée par Zombie, qui est totalement différente de celle présente dans la version cinéma. De plus, l'histoire du film se déroule deux ans après le premier dans le montage Director's cut contre seulement 1 an pour la version cinéma. Dans cette version, on peut également apercevoir des flashbacks de l'enfance du personnage d'Annie Brackett quand son père découvre son cadavre dans la salle de bain. Ces images proviennent de vieux films de famille de l'actrice Danielle Harris.
Comme pour le premier film, Halloween 2 est classé « R - Restricted » lors de sa sortie aux États-Unis, ce qui signifie qu'une personne de moins de 17 ans doit être obligatoirement accompagnée d'un adulte en raison d'une « violence extrême et sanglante, des images choquantes, de la violence verbale et du contenu sexuel avec de la nudité. » En France, le film est seulement interdit aux moins de 12 ans par le centre national de la cinématographie. En Belgique, le film est classé  « ENA », ce qui signifie qu'il est interdit aux moins de 16 ans par la Commission intercommunautaire de contrôle des films. Au Québec, le film est classé 13 + « Violence » et « Horreur », ce qui signifie qu'un enfant de moins de 13 ans ne peut visionné le film sauf s'il est accompagné d'un adulte en raison « d'une accumulation de violence et d'horreur, incluant l'acharnement du tueur sur ses victimes. »

### Musique
Le 11 janvier 2009, la production révèle que Tyler Bates, déjà compositeur du premier film, est chargé de composer la musique du second. Pour Halloween 2, Rob Zombie demande à Bates de s'éloigner des musiques connues de la saga, notamment du thème original qu'on entend uniquement dans le générique de fin. Selon Zombie, les thèmes classiques de la franchise Halloween ne correspondent pas à l'ambiance voulue pour son film.
Comme pour le premier Halloween, le réalisateur choisit des chansons de la culture populaire américaine des années 1960, 70 et 80 comme Nights in White Satin de The Moody Blues, The Things We Do For Love de 10cc ou encore The Chase Is Better Than The Catch de Motörhead. Le groupe Nan Vernon enregistre pour l'occasion une reprise de Love Hurts de Nazareth. Comme pour Halloween, l'album est composé de 12 pistes de dialogues provenant du film.
Pour le film, Zombie fait aussi appel au musicien Jesse Dayton dans le but de créer un groupe fictif nommé Captain Clegg and the Night Creatures, référence au film anglais de 1962 Le Fascinant Capitaine Clegg, et de composer un album. On peut entendre plusieurs titres de cet album, Transylvania Terror Train et Honky Tonk Halloween, lors de la fête d'Halloween où se rendent Laurie et ses amies. Le groupe sort aussi un album sous la production de Rob Zombie le 18 août 2009. On peut aussi noter la présence du morceau Laurie's Theme composé pour l'occasion par John 5, le guitariste de Rob Zombie. La bande originale du film sort le 25 août 2009. Un autre album, avec exclusivement les musiques de Tyler Bates, sort aussi le 19 octobre 2009.

## Accueil

### Accueil critique

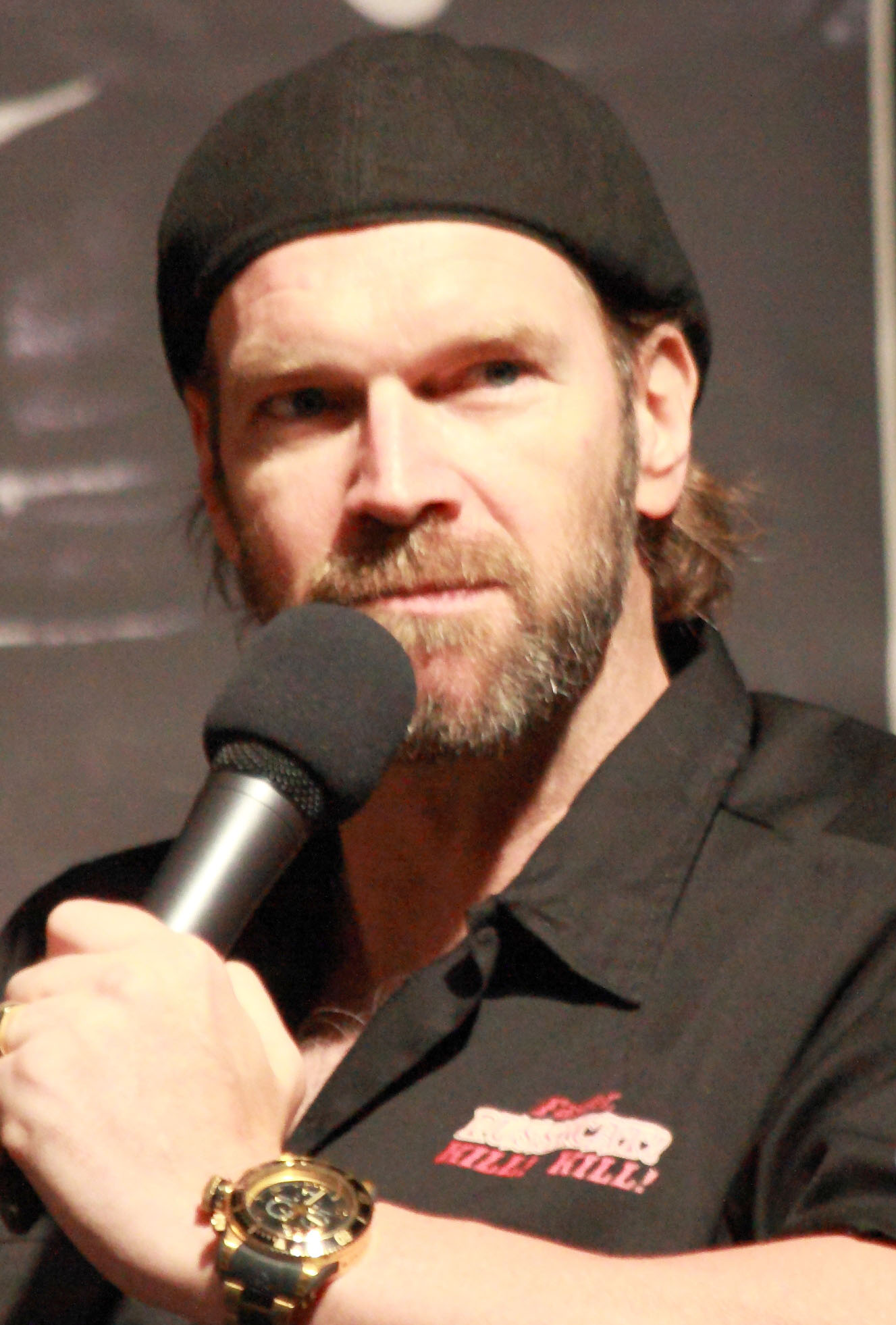
Tyler Mane, interprète de Michael Myers, en 2014.

Comme pour le premier film, les avis sont mitigés. À partir de 82 avis recueillis par Rotten Tomatoes, Halloween 2 reçoit une note de 23% d'approbation globale avec une note de 44 % émis par les spectateurs, l'avis générale émis par les membres du site étant que « Zombie apporte sa vision dans la continuité de son premier Halloween, mais le film est étouffé par des tonnes de scènes gore banales et de violence brutale. » Rob Nelson de Variety estime que l'utilisation de Deborah Myers et du cheval blanc est une idée idiote et regrette l'utilisation du format 16 mm par rapport au 35 mm. Pour Mike Hale, du New York Times, Halloween 2 est « une blague avec des références stupides, presque dépourvues de talent. » Frank Scheck, du Hollywood Reporter déclare: « Vous pensiez que Michael Myers n'était pas mort ? Vous l'avez tué avec ce film. » Enfin, Adam Markovitz d'Entertainment Weekly déclare quant à lui que « les 101 minutes du film sont remplies de scènes gore inutiles qui expliquent pourquoi Myers est un meurtrier si malheureux... Un slasher sans intérêt. »
En revanche, le film fait aussi l'objet de nombreuses critiques positives de la part de la presse. Pour Tony Timpone de Fangoria, Halloween 2 est « le film le plus original et le plus choquant de toute la saga. » Time Out déclare que la prestation de Scout Taylor-Compton dans le rôle de Laurie Strode est d'une grande intensité. Pour Abusdecine, Halloween 2 est une grande prise de risque artistique avec ses défauts mais aussi de grandes qualités. Pour Strange-movies, le film est une réussite: « Halloween 2 mérite indiscutablement de se faire violence et de daigner accepter les traits d’un visage nouveau, certes déroutant, mais nettement plus intéressant que les suites auxquelles nous avaient habitués les exécutifs de Dimension. » Pour Jean-Baptiste Herment de Mad Movies, Halloween 2 est « une séquelle surprenante peuplée de personnages à la fois meurtris et touchants, ce qui va diviser les fans comme jamais. »
Lors de la cérémonie des Fangoria Chainsaw Awards 2010, le film Halloween 2 a été nommé pire film.

### Box-office
- Aux États-Unis, pour sa journée d'ouverture, Halloween 2 rapporte 7 640 000 $ et pour son week-end d’ouverture c'est plus de 16,3 millions de dollars qui sont encaissés[74], soit 10 millions de moins que le premier film sorti en 2007. Au total, dans le monde entier, le film rapporte 39 421 467 $[75]. C'est deux fois moins que les recettes de son prédécesseur, qui avait rapporté plus de 80 millions[11]. Néanmoins, Halloween 2 n'est pas un échec commercial car il rentabilise largement son budget de 15 millions de dollars.
- En France, à la suite des résultats inférieurs au premier film au box-office américain, Halloween 2 ne bénéficie pas d'une sortie en salle. Cependant, le film est projeté le 29 janvier 2010 au festival international du film fantastique de Gérardmer 2010[76]. Au Québec, le film rapporte 175 624 $ lors de son premier week-end d'exploitation avec, finalement, un total de 339 131 $[77]. C'est donc 263 916 $ de moins que son prédécesseur qui avait totalisé 603 047 $[78].

| Pays ou région       | Box-office   | Date d'arrêt du box-office | Nombre de semaines |
| -------------------- | ------------ | -------------------------- | ------------------ |
| États-Unis et Canada | 33 392 973 $ | 24 novembre 2009           | 13                 |
| France               | Pas sorti    | -                          | -                  |
| Québec               | 339 131 $    | 7 septembre 2009           | 2                  |
| Total mondial        | 39 421 467 $ | 24 novembre 2009           | 13                 |

## Analyse
Le développement du personnage du docteur Loomis est inspiré de Vincent Bugliosi, le procureur chargé de l'affaire Charles Manson qui écrit ensuite un best-seller sur l'affaire. Rob Zombie explique que Loomis est devenu le genre d'homme qui ne se soucie pas des répercussions qu'auront l'exploitation, la promotion et les révélations du livre sur les victimes. Rob Zombie ne s'est d'ailleurs jamais caché d'avoir une étrange fascination pour l'affaire Manson. Comme pour faire référence indirectement à cette source d'inspiration, on peut aussi noter que Laurie Strode, la victime, possède une affiche de Charles Manson dans sa chambre.
Dans la scène de la conférence de presse, Loomis déclare que pour son patient, il a pris « la place du père. Le dernier d'une longue série de pères. » Selon le journaliste Gilles Esposito de Mad Movies, cette déclaration peut faire écho aux pères fondateurs de la nation américaine, même s'il fait sans doute référence à la série de beaux-pères qu'a pu avoir Michael dans sa vie. Toujours selon Mad Movies, les apparitions fantomatiques de la mère de Myers dans le champ de maïs servent à faire référence au passé meurtrier du pays. De plus, la scène où Laurie se voit entouré de créatures celtiques festoyant devant elle sert à rappeler le sens originel de la fête païenne d'Halloween.
Dans la scène finale de la version Director's cut, Laurie se fait tirer dessus par un policier alors qu'elle sort de la cabane un couteau à la main. Cette fin peut signifier que, contrairement à la version cinéma, le personnage de Laurie finit par mourir. La scène où Laurie se retrouve ensuite dans un long couloir blanc, avec la vision de sa mère, peut désigner la dernière chose que Laurie voit avant de mourir. Cette scène est d'ailleurs beaucoup plus longue dans cette version pour donner un effet ambigu quant au sort du personnage.

## Distinctions
Sauf indication contraire, les informations mentionnées dans cette section peuvent être confirmées par les bases de données cinématographiques IMDb et Allociné,  présentes dans la section « Liens externes ».,

### Nomination
- Fangoria Chainsaw Awards 2010 : pire film

### Sélection
- Festival international du film fantastique de Gérardmer 2010 : longs métrages - hors-compétition pour Rob Zombie

## Éditions en vidéo
- Aux États-Unis, le film sort en DVD et Blu-ray le 12 janvier 2010 avec, comme pour le premier film, deux éditions différentes en DVD. Éditée par Sony, la première édition DVD reprend la version diffusée au cinéma[84] tandis que la deuxième contient la version Director's cut du film[84]. L'édition Blu-ray propose uniquement la version Director's cut[85]. Les suppléments sont identiques à toutes les versions : des scènes coupées, un commentaire audio, un bêtisier, des tests de maquillage, les auditions des acteurs, des clips vidéos et un document sur le personnage de l'oncle Seymour Coffins. Halloween 2 ressort en Blu-ray dans le coffret réunissant l'intégrale de la saga Halloween, édité par Scream Factory et Anchor Bay, le 23 septembre 2014[86].
- En France, Halloween 2 sort directement en DVD le 31 mars 2010[8] et en Blu-ray le 1er avril 2010[7],[87]. Édité par Wild Side, le Blu-ray du film propose à la fois la version diffusée au cinéma et la version Director's cut, avec 15 minutes supplémentaires et une fin différente, uniquement en version originale sous-titrée[88]. Les bonus sont exactement les mêmes que sur les éditions américaines. La version DVD, quant à elle, propose uniquement la version cinéma avec moins de bonus que le Blu-ray[88]. Le même jour sort aussi un coffret réunissant les deux Halloween réalisés par Rob Zombie[89].

## Suite
Peu de temps après la sortie d'Halloween 2, les producteurs décident de lancer le projet Halloween 3D. Le film est alors prévu pour l'été 2010, mais il est ensuite repoussé pour sortir le 26 octobre 2012. Il doit alors faire suite aux deux Halloween réalisés par Rob Zombie. Le réalisateur Patrick Lussier est choisi pour réaliser le film tout comme son complice, Todd Farmer, qui est quant à lui choisi pour écrire le scénario. Mais peu de temps avant le tournage, alors que le projet est prêt à être finalisé, le studio Dimension Films l'annule, le jugeant trop précoce. Pour le casting, les rumeurs indiquent que Tyler Mane aurait dû reprendre son rôle de Michael Myers et Scout Taylor-Compton devait aussi reprendre son rôle de Laurie Strode, bien que l'actrice ait déclaré qu'elle ne participerait au projet que si elle trouvait le scénario convenable. Pour cette suite, Julien Maury et Alexandre Bustillo avaient aussi été approchés par le studio afin d'écrire le film avec l'aide du scénariste S. Craig Zahler avant que le producteur Bob Weinstein abandonne l'idée de faire un troisième film.
En 2016, la franchise est finalement reprise par Jason Blum, et sa société de production Blumhouse Productions, qui préfère produire une suite au film de 1978 Halloween : La Nuit des masques.